# Taronga Zoo
Taronga Zoo, także Taronga Zoo Sydney – ogród zoologiczny, położony w dzielnicy Mosman w Sydney, o powierzchni 28 ha. Zoo zostało oficjalnie otwarte 7 października 1916 roku. Obecnie Taronga Zoo posiada 4000 zwierząt należących do 350 gatunków.

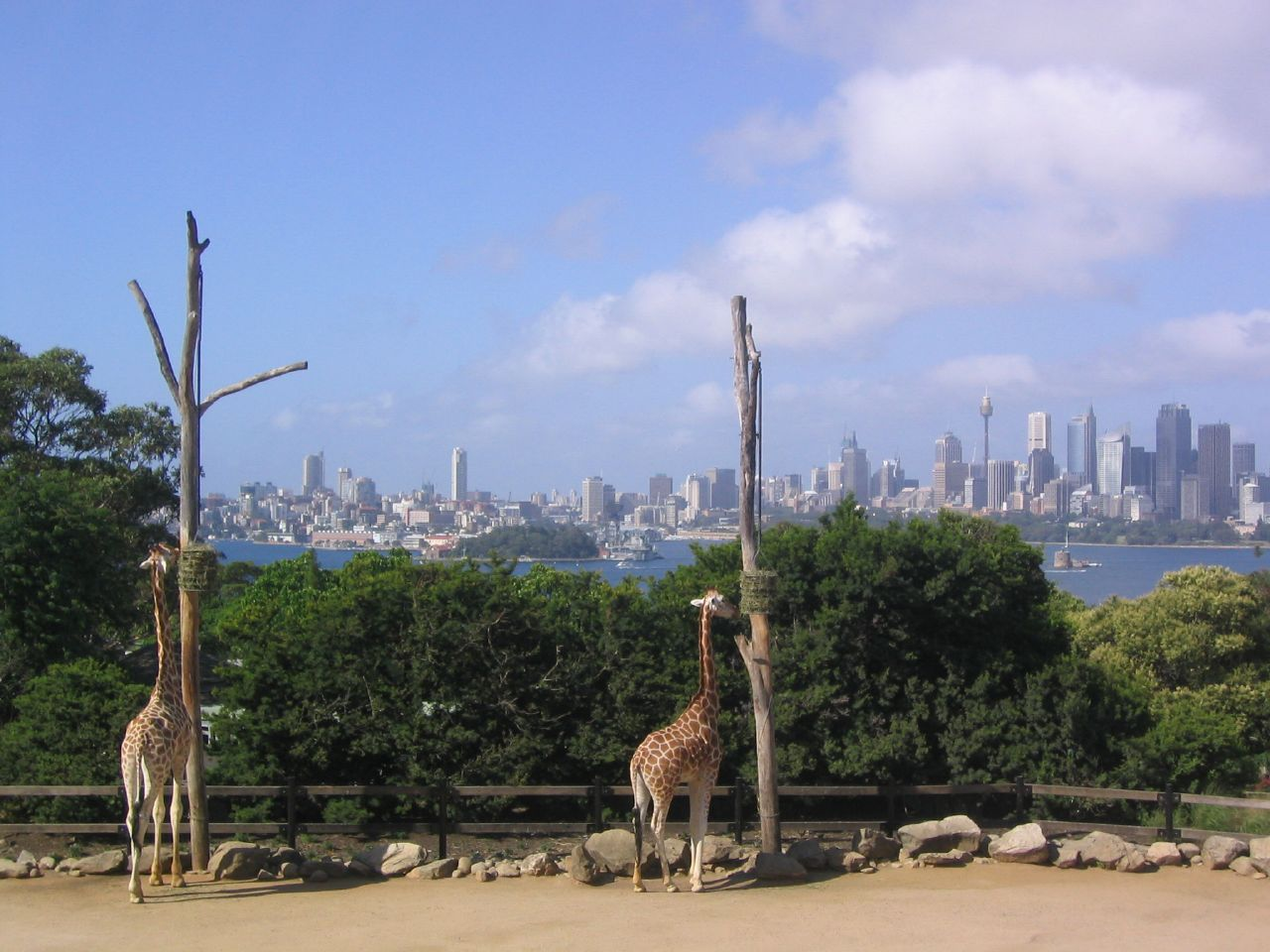
Wybieg dla żyraf.